# Grupa ABC
Grupa ABC (pierwotnie Grupa O!; także ABC, Grupa ABC Andrzeja Nebeskiego) – polski zespół wokalno-instrumentalny utworzony w styczniu 1969 w Warszawie.

## Działalność zespołu
W pierwszym składzie grupy znaleźli się muzycy ostatniego składu zespołu Polanie, tj.:
- Wojciech Skowroński (śpiew, fortepian);
- Hubert Szymczyński (śpiew, gitara basowa, puzon)
- Zbigniew Karwacki (saksofon altowy i tenorowy, flet);
- Andrzej Mikołajczak (organy);
- Andrzej Nebeski (perkusja, lider);

Muzycy, którzy dołączyli później:
- Aleksander Michalski (saksofon tenorowy).

Już w lutym 1969 roku Grupa ABC dokonała pierwszych nagrań radiowych. Dwa miesiące później dołączyła znana m.in. z zespołów Tarpany i Drumlersi wokalistka Halina Frąckowiak. Zespół byłego perkusisty Polan Andrzeja Nebeskiego zadebiutował 11 lutego 1969 w Telewizyjnym Ekranie Młodych. Wtedy to, w drodze plebiscytu wylosowano nazwę zespołu – Grupa ABC Andrzeja Nebeskiego. Pochodziła ona od tytułu pierwszego przeboju śpiewanego przez Skowrońskiego pt. Moje ABC. 
Wykonywany przez Halinę Frąckowiak utwór Napisz, proszę zyskał w maju 1969 roku status wielkiego przeboju, a po nim następne, tj.: Gdzie jest wczorajszy dzień, Czekam tu i Ze mną bądź - skomponowany i zaśpiewany przez Szymczyńskiego. Na VII KFPP w Opolu grupa wykonała nagrodzoną piosenkę Czekam tu. Podczas III FPŻ w Kołobrzegu wyróżniono zaś utwór Już lat 25.
Ponadto muzycy wzięli udział w nagraniu muzyki (utwory: Polowanie na muchy - instr., Polka - instr.) do filmu pt. Polowanie na muchy (reż. Andrzej Wajda) – pojawili się także na ekranie. 
W maju 1969 roku odszedł Wojciech Skowroński, a współpracę z ABC rozpoczął basista Zbigniew Bernolak (eks- Polanie). W lipcu tego samego roku do grupy dołączył wokalista Jerzy Kozłowski (eks-Takty). Z końcem sierpnia z grupy odeszli H. Szymczyński i Z. Bernolak. Funkcję gitarzysty basowego przejął najpierw Tadeusz Gogosz (eks-Akwarele), a o jego odejściu Marek Mataczyński (eks-Coma 5). Dołączył w ten czas również wokalista Wojciech Gąssowski.
W tej konfiguracji zespół występował przez półtora roku, nagrywając kolejne przeboje: Za mną nie oglądaj się, Prezent od wiosny Nie tą drogą, Moja mała sprawa oraz album pt. Grupa ABC Andrzeja Nebeskiego (1970). Muzyka zespołu wyróżniała się dzięki wyeksponowanemu brzmieniu saksofonów i organów, które tworzyło charakterystyczny styl grupy – zespół jako jeden z nielicznych w Polsce obywał się bez gitary solowej. 
Grupa ABC wykonywała muzykę z pogranicza rhythm and bluesa, soulu i popu, ale nie stroniła też od tzw. piosenek zaangażowanych i żołnierskich, co należało do trendów ówczesnej rzeczywistości (1970: VIII KFPP w Opolu - wyróżnienie za piosenkę Barwy ziemi, IV FPŻ w Kołobrzegu - II nagroda). Zespół koncertował także w Rumunii, Bułgarii (1970) oraz w NRD i Jugosławii (1971). 
We wrześniu 1971 r. doszło do kolejnej reorganizacji składu. Z zespołu odeszli: Gąssowski, Michalski i Mikołajczak, którzy skupili się na tworzeniu nowej grupy, którą był Test. Wraz z nimi ABC opuścili Kozłowski i Karwacki. Wtedy też w składzie grupy pojawił się gitarzysta Tomasz Myśków (eks-zesp. Maryli Rodowicz), niebawem zastąpiony przez Mirosława Męczyńskiego (eks-Bizony) oraz muzyczny weteran, klawiszowiec Marian Zimiński (eks-Hard Road), dawniej Chochoły i niemenowskie Akwarele), nowy kierownik muzyczny zespołu. Całkowicie zrezygnowano z udziału sekcji instrumentów dętych na rzecz zmiany brzmienia formacji, co odbiło się również na jej popularności. Największym echem odbiła się właściwie tylko piosenka Idę dalej, która z końcem roku zyskała rangę przeboju.
Po odejściu Haliny Frąckowiak na początku 1972 r. doszło do załamania się kariery zespołu. W lutym nowym wokalistą grupy został Grzegorz Szczepaniak. Z nim muzycy zdążyli jeszcze wziąć udział w kolejnej sesji radiowej i wylansowali przebój Asfaltowe łąki, który nagrali z gościnnym udziałem Alibabek. W tym okresie zespół już nie istniał, ponieważ w marcu 1972 roku Nebeski rozwiązał grupę, aby powrócić do Niebiesko-Czarnych i nagrać z nimi album Naga. Jesienią tegoż roku doszło do reaktywacji grupy, którą oprócz Nebeskiego i Zimińskiego tworzyli: Maria Głuchowska (śpiew; eks-Trzy Korony), Winicjusz Chróst (gitara; eks-System) i Andrzej Pawlik (gitara basowa; eks-Niebiesko-Czarni). 
Po miesiącu miejsce Chrósta zajął Męczyński. Później w ABC pojawili się jeszcze Stefan Sendecki (instrumenty klawiszowe) oraz gitarzysta Jarosław Śmietana (eks-Hall). Ostatnią wylansowaną piosenką były Ogrody słońca. Zespół rozwiązał się z końcem 1973 roku.

## Nagrody
- 1969 - Nagroda Polskie Radia na KFPP w Opolu za piosenkę Czekam tu
- wyróżnienie na III FPŻ w Kołobrzegu za Już lat 25
- 1970 - Złoty Mikrofon na KFPP w Opolu

## Dyskografia
Albumy:
- 1970: Grupa ABC Andrzeja Nebeskiego (LP Pronit – XL/SXL 0627)

- 1972: Hallo nr. 2 (longplay dzielony z NRD- owską grupą Bayon) (LP Amiga – 8 55 332)[1]

- 1987: Grupa ABC Andrzeja Nebeskiego (reedycja z serii Z archiwum polskiego beatu) (LP Polskie Nagrania „Muza” – SX 2527)

- 1993: Grupa ABC Andrzeja Nebeskiego (CD Digiton – DIG 142)

- 2000: Grupa ABC Andrzeja Nebeskiego plus Napisz proszę (CD Yesterday – 8309885202)

- 2003: Grupa ABC Andrzeja Nebeskiego (Universal Music PL / Polskie Radio – 980 983-9) (reedycja z serii Niepokonani)

- 2009: Grupa ABC Andrzeja Nebeskiego (CD Polskie Nagrania „Muza” – PNCD 1269)

Kompilacje:
- 1970: Przeboje Non Stop – A4: Prezent od Wiosny (Polskie Nagrania „Muza” – XL 0624)

- 1971: - Discorama 1 – B1: Nie ukryjesz się przede mną (Polskie Nagrania „Muza” – XL/SXL 0673)

- 1971: Discorama 2 – A1: Moja Mała Sprawa / B5: Nigdy nie mam czasu) (LP Polskie Nagrania „Muza” – SXL 0766)

- 1974: Halina Frąckowiak – Idę – Idę dalej, Na sianie, Wodo, zimna wodo (LP Polskie Nagrania „Muza” – SXL 1055 )[2]

- 2007: Discorama – Nie ukryjesz się przede mną, Moja mała sprawa, Nigdy nie mam czasu (CD Polskie Radio – PRCD 1009)[3]

- 2007: Polish Funk – Za dużo chcesz (CD Polskie Radio – PNCD878)[4]

- 2007: Polish Funk 2 – Idę dalej (CD Polskie Radio – PNCD879)[5]

- 2007: Polish Funk – Za dużo chcesz (LP Polskie Radio – SX 4002)[6]

- 2007: Polish Funk 2 – Idę dalej (LP Polskie Radio – SX 4003)[7]

- 2015: Grupa ABC Andrzeja Nebeskiego - Moje ABC (CD Kameleon Records – KAMCD 35)[8]

- 2015: Grupa ABC Andrzeja Nebeskiego - Razem z nami (CD Kameleon Records – KAMCD 36)[9]

- 2015: Grupa ABC Andrzeja Nebeskiego - Idę dalej (CD Kameleon Records – KAMCD 37)[10]

- 2015: Grupa ABC Andrzeja Nebeskiego - Zabiorę cię za sobą (LP Kameleon Records – KAMLP 11)[11]

- 2015: Grupa ABC Andrzeja Nebeskiego - Asfaltowe łąki (LP Kameleon Records – KAMLP 12)[12]

- 2019: Wring That Neck. The Complete German Radio Recordings 1971 (KAMCD 38)[13]

Single:
- 1969 (październik): Grupa ABC Andrzeja Nebeskiego (Side A: Oj czekam ja czekam / Side B: Napisz proszę) (Polskie Nagrania „Muza” – SP-346)

- 1970 (marzec): Grupa ABC Andrzeja Nebeskiego (Side A: Write a Letter / Side B: I`ll Take You With Me) (Polskie Nagrania „Muza” – SP-291)

- 1970 (marzec): Grupa ABC Andrzeja Nebeskiego (Side A: Za mną nie oglądaj się / Side B: Droga do gwiazd) (Polskie Nagrania „Muza” – SP-327)

- 1970 (marzec): Grupa ABC Andrzeja Nebeskiego (Side A: Zabiorę Cię ze sobą / Side B: Ktoś) (Polskie Nagrania „Muza” – SP-328)

- 1971 (czerwiec): Grupa ABC Andrzeja Nebeskiego (Side A: Wszystkie miody tego lata / Side B: Kiedy wojsko śpiewa) (Polskie Nagrania „Muza” – SP-370).

Czwórki:
1969 (wrzesień): Grupa ABC Andrzeja Nebeskiego (Side A: Napisz proszę, Oj czekam ja czekam / Side B: Pożegnaj mnie dziewczyno, Chcę ci dać zachwyconych oczu blask) (EP Pronit – N-0577)

## Wybrany repertuar
- 101 203 - (muzyka: Hubert Szymczyński, słowa: Marek Gaszyński - vocal Wojciech Skowroński) 1969
- Asfaltowe łąki (muzyka: Marian Zimiński, słowa: Janusz Kondratowicz - vocal Grzegorz Szczepaniak) 1972
- Czekam tu (muzyka: Henryk Klejne, słowa: Wojciech Młynarski - vocal Halina Frąckowiak) 1969
- Droga do gwiazd (muzyka: Aleksander Michalski, słowa: Jan Tomasz - vocal Halina Frąckowiak) 1970
- Gdzie jest panna Klara (muzyka: Dariusz Kozakiewicz, słowa: M. Szop - vocal Maria Głuchowska) 1972
- Idę dalej (muzyka: Halina Frąckowiak, słowa: Janusz Kondratowicz - vocal Halina Frąckowiak) 1972
- Już lat 25 (muzyka: Andrzej Januszko pseudonim Andrzeja Ługowskiego, słowa: Marek Głogowski - vocal Wojciech Gąssowski, Halina Frąckowiak) 1970
- Ktoś (muzyka: Halina Frąckowiak, słowa: Jan Tomasz - vocal Halina Frąckowiak) 1970
- Moje ABC (muzyka: Al Russel, Max Spickel, słowa: Marek Gaszyński - vocal Wojciech Skowroński) 1969
- Napisz proszę (muzyka Andrzej Mikołajczak, słowa Andrzej Jastrzębiec-Kozłowski - vocal Halina Frąckowiak) 1969
- Nie szukaj jej (muzyka: Marian Zimiński, słowa: Marek Gaszyński - vocal Jerzy Kozłowski) 1970
- Nie ukryjesz się przede mną (muzyka: Marian Zimiński, słowa: Wojciech Młynarski - vocal Halina Frąckowiak) 1970
- Oj, czekam, ja czekam (muzyka: Andrzej Korzyński, słowa: Andrzej Tylczyński - vocal Halina Frąckowiak) 1969
- Polne strachy (muzyka: Marian Zimiński, słowa: Elżbieta Horbaczewska - vocal Maria Głuchowska) 1973
- Pożegnaj mnie, dziewczyno (muzyka: Andrzej Korzyński, słowa: Andrzej Tylczyński - vocal Wojciech Gąssowski) 1969
- Przeminęło z wiatrem tyle dni (muzyka: Marian Zimiński, słowa: Janusz Kondratowicz - vocal Wojciech Gąssowski) 1970
- Razem z nami (muzyka i słowa: Zbigniew Karwacki - vocal Halina Frąckowiak, Wojciech Gąssowski, Jerzy Kozłowski) 1970
- Stracony weekend
- Wymyśliłem prawie wszystko (muzyka: Zbigniew Karwacki, słowa: Janusz Kondratowicz - vocal Wojciech Gąssowski) 1971
- Za dużo chcesz (muzyka: Jerzy Matuszkiewicz, słowa: Andrzej Jastrzębiec-Kozłowski - vocal Halina Frąckowiak) 1970
- Za majem maj (muzyka: Marian Zimiński, słowa: Janusz Kondratowicz - vocal Grzegorz Szczepaniak) 1972
- Zabiorę Cię ze sobą (muzyka: Marek Sart, słowa: Zbigniew Stawecki - vocal Halina Frąckowiak) 1970
- Za mną nie oglądaj się (muzyka: Halina Frąckowiak, słowa: Marek Gaszyński - vocal Halina Frąckowiak) 1970
- Ze mną bądź (muzyka: Hubert Szymczyński, słowa: Mirosław Łebkowski, Stanisław Werner - vocal Hubert Szymczyński) 1969
- Zobacz wiosna przyszła już (muzyka: Mirosław Męczyński, słowa: Zygmunt Ornak - vocal Grzegorz Szczepaniak 1972